# Neivamyrmex densepunctatus
Neivamyrmex densepunctatus är en myrart som först beskrevs av Borgmeier 1933.  Neivamyrmex densepunctatus ingår i släktet Neivamyrmex och familjen myror. Inga underarter finns listade i Catalogue of Life.